# Karl Schmidt (Politiker, 1937)

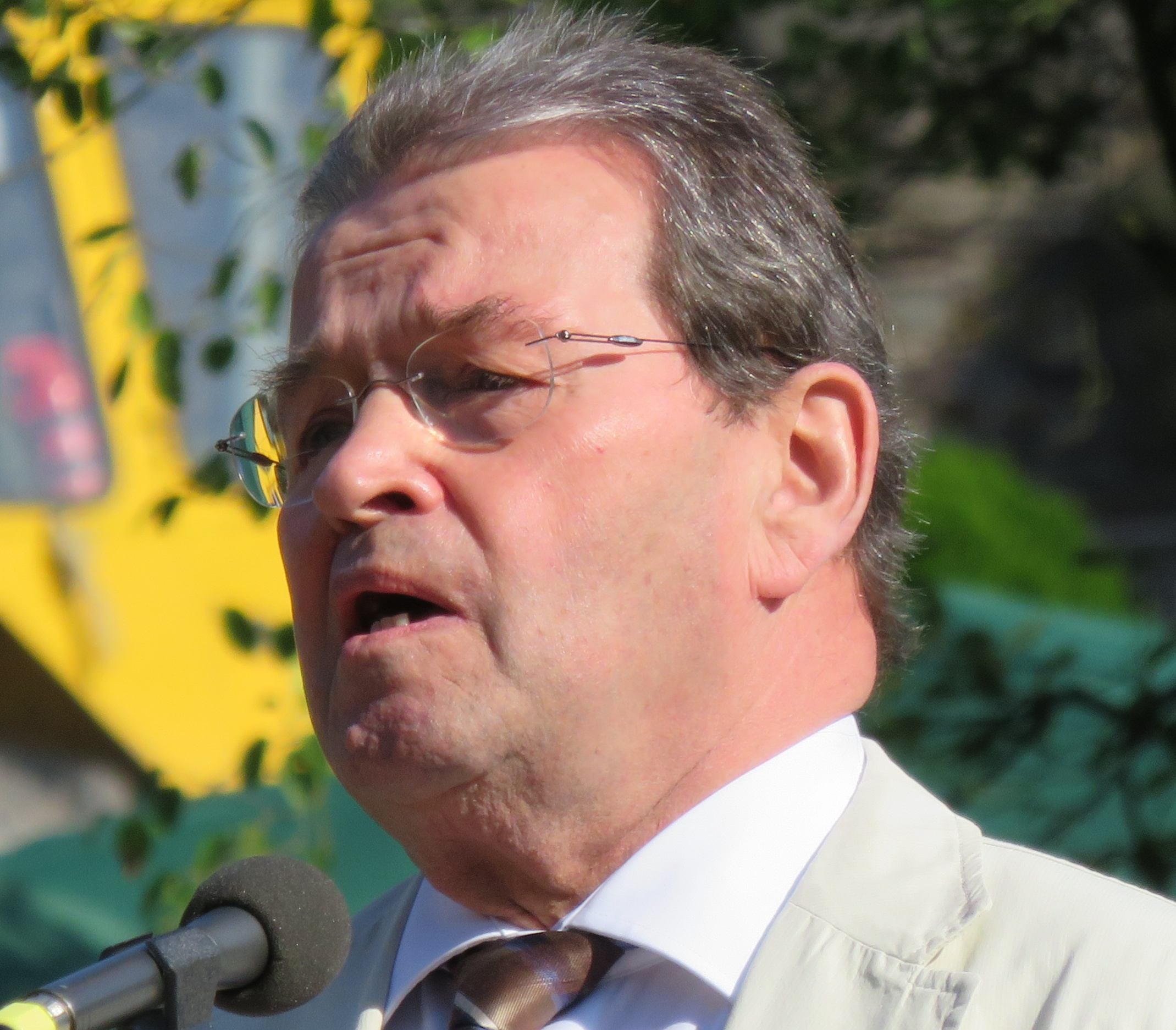
Karl Schmidt (2015)

Karl Schmidt (* 25. April 1937 in Wilden, Kreis Siegen) ist ein deutscher Politiker (CDU) und erster Ehrenbürger der Gemeinde Wilnsdorf.

## Leben
Karl Schmidt fing zum 1. April 1954 beim damaligen Kreis Siegen eine Verwaltungslehre an und setzte auch hier seinen Berufsweg fort. 1969 wurde er zum Kreisamtmann ernannt. Am 1. Juni desselben Jahres trat er das Amt des Gemeindedirektors der neuen Großgemeinde Wilnsdorf an, 1981 und 1988 durch den Wilnsdorfer Gemeinderat darin bestätigt. Am 15. Mai 1997 wurde Schmidt vom Rat der Gemeinde Wilnsdorf zum ersten hauptamtlichen Bürgermeister gewählt, 1999 wurde er mit 69,4 % der Wählerstimmen im Amt bestätigt. Er behielt den Posten des Bürgermeisters bis 2004. Dann wurde er nach 35 Jahren von seinem Parteikollegen Werner Büdenbender abgelöst.
Am 1. Oktober 2004 ging Schmidt in den Ruhestand. Am 4. November 2004 wurde er aufgrund seiner Leistungen in der Gemeinde zum ersten Ehrenbürger der Gemeinde Wilnsdorf ernannt. 2007 wurde er für 50 Jahre Treue der CDU geehrt. Zudem war Schmidt lange Jahre Vorsitzender des Wildener Heimatvereins. 

## Familie
Karl Schmidt war bis zu ihrem Tod mit seiner Frau Irmtrud Schmidt geb. Utsch (1940–2022) verheiratet, mit der er drei Kinder hat.